# Гізер Локлір
Гізер Дін Локлір (англ. Heather Deen Locklear; нар. 25 вересня 1961, Вествуд, Каліфорнія, США) — американська кіноакторка, продюсерка та модель.

## Життєпис
Зустрічалася з акторами Томом Крузом і Скоттом Байо.
У 1986 році одружилася з барабанщиком Томмі Лі, шлюб тривав 7 років. У 1994 році пошлюбила гітариста Річі Самбору, 4 жовтня 1997 року народила дочку Аву Елізабет. Шлюб розпався в 2006 році, офіційне розлучення відбулося у квітні 2007.
З 2007 року Локлір зустрічалася з партнером по зйомках у серіалі «Район Мелроуз» Джеком Вагнером. У серпні 2011 року пара оголосила про заручини, проте у листопаді їх скасували.
У 1990—2010-х роках Локлір переживала психологічні зриви, здійснювала правопорушення та госпіталізувалася через алкогольну та наркотичну залежності.

## Кар'єра
Навчаючись в Каліфорнійському університеті Лос-Анджелеса, розпочала модельну кар'єру, знімалася в рекламі.
У 1979 році дебютувала на телебаченні в серіалі «Tales of the Unexpected». За два наступних роки знялася ще в 5 серіалах, а в 1981 році була затверджена на одну з центральних ролей у надпопулярний серіал «Династія», який приніс їй широку популярність по всьому світу (права на показ «Династії» викупили понад 40 країн).

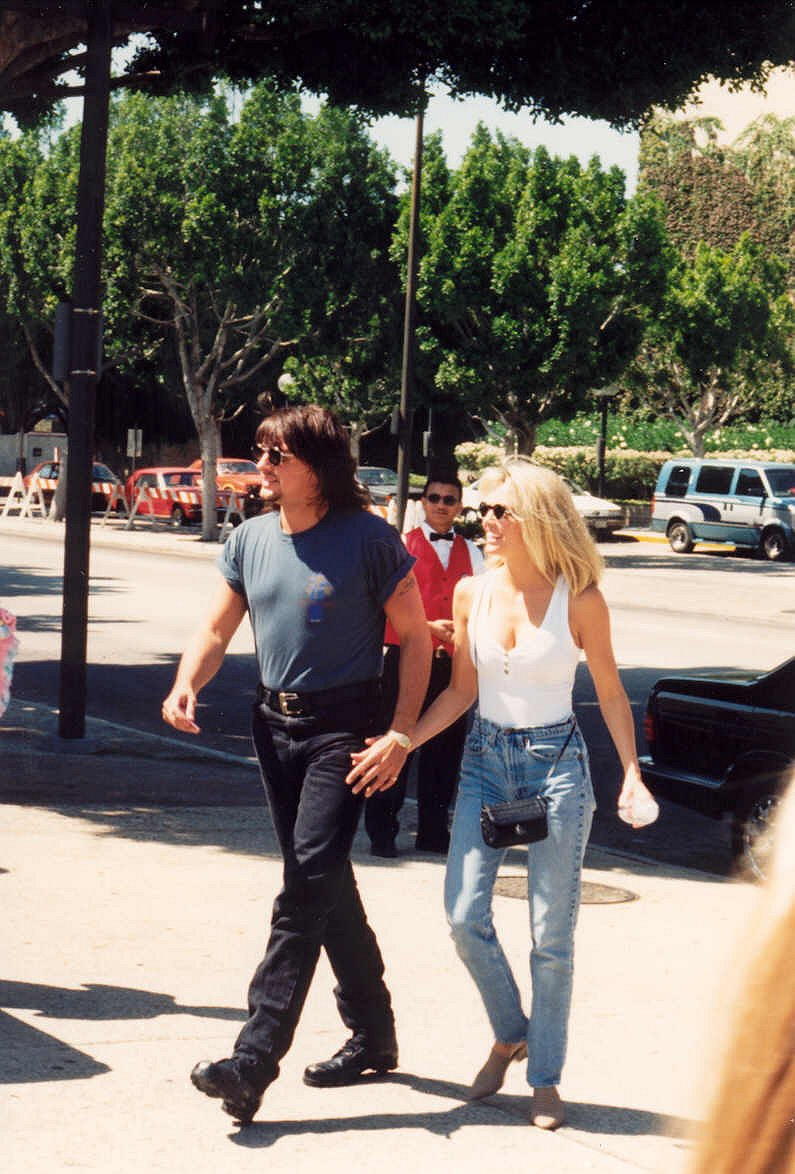
Гізер Локлір з Річі Самбора у 1994

Головний продюсер цього серіалу Аарон Спеллінг був здивований грою молодої Локлір і запропонував їй головну роль у серіалі «TJ Hooker». Зйомки проходили паралельно — в «Династії» Локлір знімалася в 1981—1989 роках, в «TJ Hooker» — в 1982—1986 роках. У цей же період вона працювала ще в десяти серіалах, а заодно дебютувала на великому екрані у фільмах «Та, що породжує вогонь» (1984) і «Повернення болотяної істоти» (1989). На початку 1990-х років виконувала головну роль у серіал «Going Places», однак він протримався в ефірі лише два сезони (1990—1991). Потім були ролі в парі кінофільмів, п'яти серіалах і одному мультсеріалі — в цих восьми проєктах вона знялася всього-на-всього за два роки. У 1993 році Локлір прийшла в серіал «Район Мелроуз» і підняла його рейтинги настільки, що той увійшов до десятки найпопулярніших у США. За період зйомок (1993—1999) вона взяла участь ще в чотирьох серіалах і зіграла в ряді кінофільмів, включаючи улюблений багатьма «Контрольний постріл» (Double Tap, 1997).
У 2000-х роках Локлір знялася в десятках проєктів, серед них можна виділити фільми: «Луни Тюнз: Знову у дії», «Міські дівчата», «Ідеальний чоловік» і серіали «Спін Сіті», «LAX», а також знову запущений у 2009 році «Район Мелроуз».

## Фільмографія
| Рік       |    | Українська назва                            | Оригінальна назва                     | Роль                                                     |
| --------- | -- | ------------------------------------------- | ------------------------------------- | -------------------------------------------------------- |
| 2016—2017 | с  | Занадто близько до дому                     | Too Close to Home                     | Перша леді Кейтлін Крістіан (8 епізодів)                 |
| 2017      | с  | Труднощі асиміляції                         | Fresh Off the Boat                    | Сара (1 епізод)                                          |
| 2016      | тф |                                             | The Game of Love                      | Френкі Корнел                                            |
| 2013      | с  | Франклін та Беш                             | Franklin & Bash                       | Рейчел Кінг (10 епізодів)                                |
| 2013      | ф  | Дуже страшне кіно 5                         | Scary Movie 5                         | Барбара                                                  |
| 2012—2013 | с  | Красуні в Клівленді                         | Hot in Cleveland                      | Хлої (3 епізоди)                                         |
| 2011      | тф |                                             | The Assistants                        | Елі Венс                                                 |
| 2011      | тф |                                             | He Loves Me                           | Лора                                                     |
| 2009—2010 | с  | Район Мелроуз (2009—2010)                   | Melrose Place                         | Аманда Вудворд (8 епізодів)                              |
| 2009      | ф  |                                             | Flying By                             | Памела                                                   |
| 2008      | тф |                                             | Flirting with Forty                   | Джекі Лоренс                                             |
| 2008      | в  | Ханна Монтана: One in a Million (відеоклип) | Hannah Montana: One in a Million      | Гізер Трускот                                            |
| 2007      | с  |                                             | See Jayne Run                         | пілотна серія                                            |
| 2007      | с  | Ханна Монтана                               | Hannah Montana                        | Гізер Трускот (1 епізод)                                 |
| 2007      | с  | Правила спільного життя                     | Rules of Engagement                   | Барбара (2 епізоди)                                      |
| 2007      | ф  | Гра життя                                   | Game of Life                          | Айрін                                                    |
| 2007      | тф | Анджелс-Фолл                                | Angels Fall                           | Різ Гілмор                                               |
| 2006      | тф |                                             | Women of a Certain Age                | Барб                                                     |
| 2005      | с  | Бостонське правосуддя                       | Boston Legal                          | Келлі Нолан (2 епізоди)                                  |
| 2005      | ф  | Ідеальний чоловік                           | The Perfect Man                       | Джин Гамільтон                                           |
| 2004—2005 | с  |                                             | LAX                                   | Гарлі Рендом (13 епізодів)                               |
| 2004      | с  | Два з половиною чоловіки                    | Two and a Half Men                    | Лора Ленг (1 епізод)                                     |
| 2003      | тф |                                             | Once Around the Park                  | Алекс Вінгфілд                                           |
| 2003      | ф  | Луні Тюнз: Знову в дії                      | Looney Tunes: Back in Action          | Дасті Тейлз                                              |
| 2003      | ф  | Міські дівчата                              | Uptown Girls                          | Рома Шлейн                                               |
| 2002      | с  | Клініка                                     | Scrubs                                | Джулі Кітон (2 епізоди)                                  |
| 1999—2002 | с  | Спін Сіті                                   | Spin City                             | Кейтлін Мур (71 епізод)                                  |
| 2002      | с  | Еллі Макбіл                                 | Ally McBeal                           | Ніколь Неплз (1 епізод)                                  |
| 2000      | с  | Шоу Дрю Кері                                | The Drew Carey Show                   | камео (1 випуск)                                         |
| 2000      | мс | Король гори                                 | King of the Hill                      | Пеггі Донован (голос, 1 епізод)                          |
| 1993—1999 | с  | Район Мелроуз                               | Melrose Place                         | Аманда Вудворд (основна роль, 199 серій)                 |
| 1998      | мс | Геркулес                                    | Hercules                              | німфи (голоси, 1 епізод)                                 |
| 1997      | ф  |                                             | Double Tap                            | агент Кетрін Генсон                                      |
| 1997      | ф  | Гроші вирішують все                         | Money Talks                           | Грейс Кіпріані                                           |
| 1996      | ф  | Клуб перших дружин                          | The First Wives Club                  | нова дружина Гіла (Гілберта) Гріффіна (немає в титрах)   |
| 1996      | тф |                                             | Shattered Mind                        | С'юзі / Бонні / Джинджер / Вікторія / ді-джей            |
| 1995      | мс |                                             | Duckman: Private Dick/Family Man      | Америка (голос, 1 серіал)                                |
| 1995      | тф |                                             | Texas Justice                         | Прісцилла Девіс                                          |
| 1993      | ф  | Світ Вейна 2                                | Wayne's World 2                       | камео                                                    |
| 1993      | тф |                                             | Fade to Black                         | Вікторія                                                 |
| 1992      | тф |                                             | Illusions                             | Джен Сандерсон                                           |
| 1992      | мс | Бетмен: Анімаційні серії                    | Batman: The Animated Series           | Ліза Кларк / жінка (голоси, 1 епізод)                    |
| 1992      | тф |                                             | Body Language                         | Бетсі                                                    |
| 1992      | тф |                                             | Highway Heartbreaker                  | Алекс                                                    |
| 1991      | с  |                                             | Dynasty: The Reunion                  | Семмі Джо (Саманта Джозефіна) Дін Керрінгтон (2 епізоди) |
| 1991      | ф  |                                             | The Big Slice                         | Ріта                                                     |
| 1990—1991 | с  |                                             | Going Places                          | Алекс (Александра) Бертон (19 серій)                     |
| 1991      | тф |                                             | Her Wicked Ways                       | Мелоді Шепард                                            |
| 1990      | тф |                                             | Rich Men, Single Women                | Торі                                                     |
| 1990      | тф |                                             | Jury Duty: The Comedy                 | Ріта Бурвальд                                            |
| 1989      | с  |                                             | ABC TGIF                              | Алекс                                                    |
| 1989      | ф  | Повернення болотяної істоти                 | The Return of Swamp Thing             | Еббі Аркан                                               |
| 1981—1989 | с  | Династія                                    | Dynasty                               | Семмі Джо Дін Керрінгтон (127 епізодів)                  |
| 1988      | с  |                                             | Disneyland                            | Дарсі Ікс (1 епізод)                                     |
| 1982—1986 | с  |                                             | T.J. Hooker                           | поліціантка Стейсі Шерідан (85 епізодів)                 |
| 1984      | тф |                                             | City Killer                           | Андреа Макнайт                                           |
| 1984      | ф  | Та, що породжує вогонь                      | Firestarter                           | Вікі (Вікторія) Томлінсон Макґі                          |
| 1983      | с  | Човен кохання                               | The Love Boat                         | Петті Семюелз (1 епізод)                                 |
| 1983      | с  |                                             | Hotel                                 | Міранда Гардвік (1 епізод)                               |
| 1983      | с  |                                             | Tales of the Unexpected               | Пет Ворд (1 епізод)                                      |
| 1982—1983 | с  |                                             | The Fall Guy                          | Джун Едвардс (1 епізод) / Пейдж Коннелі (1 епізод)       |
| 1982      | с  | Острів фантазій                             | Fantasy Island                        | Лоррейн Вентворт (1 епізод)                              |
| 1982      | с  |                                             | Matt Houston                          | Сінді Макніхол (1 епізод)                                |
| 1981      | тф |                                             | Twirl                                 | Чері Сандерс                                             |
| 1981      | тф |                                             | The Return of the Beverly Hillbillies | немає в титрах                                           |
| 1981      | с  |                                             | Eight Is Enough                       | Інгрід (1 епізод)                                        |
| 1981      | с  |                                             | 240-Robert                            | Джин (1 епізод)                                          |
| 1980      | с  |                                             | CHiPs (1977—1983)                     | дівчина-підліток (1 епізод)                              |